# Ifeanyi Emeghara
Ifeanyi Innocent Emeghara (Lagos, 24 marzo 1984) è un ex calciatore nigeriano, di ruolo difensore.

## Palmarès

### Club

#### Competizioni nazionali
- Campionati di Serbia e Montenegro: 1

Partizan: 2004-2005
- Coppa di Romania: 1

Steaua Bucarest: 2010-2011